# Barany (Szczuczyn)
Barany – dawna wieś nad Wissą, od 1954 w granicach miasta Szczuczyna w województwie podlaskim. 
Obecnie jest to niestandaryzowana część miasta, choć nadal zachował się odrębny układ osadniczy Baranów wzdłuż ulicy Sportowej, na północny wschód od centrum Szczuczyna.

## Historia
Do 1954 roku miejscowość należała do gminy Szczuczyn, za II RP w powiecie szczuczyńskim, w województwie białostockim. W 1921 roku wieś Barany liczyła 113 mieszkańców w 14 domach; była to ludność polska wyznania rzymskokatolickego. 16 października 1933 Barany utworzyły gromadę Barany w gminie Szczuczyn.
Po wojnie Barany zachowały przynależność administracyjną. 12 marca 1948 powiat szczuczyński przemianowano na grajewski. Według stanu z 1 lipca 1952 Barany nadal stanowiły jedną z 35 gromad gminy Szczuczyn.
4 października 1954, w związku z reformą administracyjną państwa, Barany włączono do Szczuczyna.